# Liogonyleptoides minensis
Liogonyleptoides minensis is een hooiwagen uit de familie Gonyleptidae.